# Ферма 2 (Павлодарская область)
Ферма 2 (каз. ферма 2) — населённый пункт в Майском районе Павлодарской области Казахстана. Входит в состав Малайсаринского сельского округа. Код КАТО — 555651300.

## Население
В 1999 году население населённого пункта составляло 97 человек (50 мужчин и 47 женщин). По данным переписи 2009 года, в населённом пункте проживал 71 человек (31 мужчина и 40 женщин).